# Momordica parvifolia
Momordica parvifolia är en gurkväxtart som beskrevs av Célestin Alfred Cogniaux. Momordica parvifolia ingår i släktet Momordica och familjen gurkväxter. Inga underarter finns listade i Catalogue of Life.